# Newton (hrabstwo Manitowoc)
Newton – miasto w Stanach Zjednoczonych, w stanie Wisconsin, w hrabstwie Manitowoc.